# Salcantay
El Salcantay o Salkantay (en quechua: Sallqantay) es un nevado del Perú, ubicado en la Cordillera Vilcabamba, entre los distritos de Santa Teresa, Mollepata, Limatambo, Ollantaytambo y Machupicchu, en la provincia de La Convención, provincia de Anta y provincia de Urubamba en el Departamento de Cusco. Se eleva a 6264 m s. n. m.

## Toponimia
Según algunos autores, el nombre de esta montaña es una contracción que viene de Salqa = huraño o salvaje y Antay = producir celajes o aludes. 
Se le suele anteponer el vocablo de Apu —en lengua Quechua viene a significar Señor— que define así a los espíritus que habitan los cerros y las grandes montañas en el entorno de las comunidades andinas. En este caso, nos referimos al Apu Salcantay en la cordillera de Vilcabamba.

## Nevado Salcantay

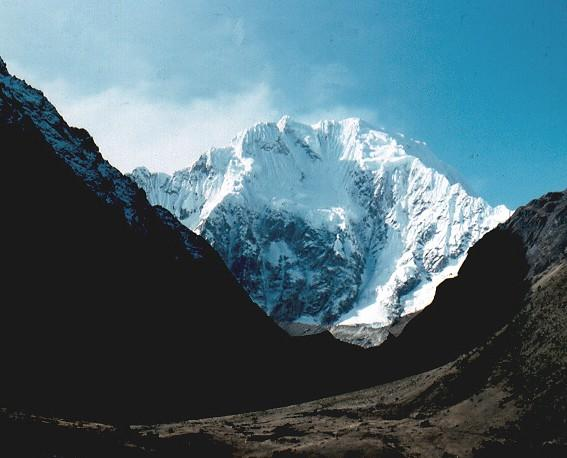
Nevado Salcantay.

El nevado de Salcantay es una de las montañas más elevadas de la región del Cusco, junto con el nevado de Ausangate en la cordillera de Vilcanota la cual está situada más al sur. 
No obstante, es considerada la más grandiosa en su espléndido aislamiento y la grandeza de su mole bicéfala. Es además una de las montañas de la región andina que presentan mayores problemas técnicos, en todas sus vertientes, para su escalada. Así lo atestiguan los seis itinerarios abiertos hasta la fecha por las distintas vertientes de esta montaña. 
Su conquista data del año 1952 por la cordada suiza compuesta por Bronimann y Marx. Esta primera ascensión, como tantas otras en la historia del montañismo, se ve envuelta en diversas contradicciones ya que, a los pocos días, es ascendida nuevamente por una expedición Franco-Americana en la que figuraba la reconocida alpinista de la época Claude Kogan. Nuevas estadísticas otorgaron a la Italiana Consuelo Bonaldiel el mérito de ser la primera mujer en alcanzar la cima del Sancantay el 4 de agosto de 1978. Junto a G.Marconi, A. Mangononi, F.Nodari, S.Castellani, Augusto Zanotti y M.Quatrinni alcanzaron la cresta oeste. Este dato es controversial dado que Claude lo hizo 26 años antes.
La cumbre del Salcantay presenta dos cimas, la Este y la Oeste. Antiguamente la Oeste, más esbelta y atractiva que la Este, era ligeramente más elevada al estar coronada por un serac. Tras el paso de los años y el derrumbe de este serac, como constató el prestigioso Pireneista Louis Audoubert, la altura es prácticamente idéntica en ambas cimas. 
Lo que ocurrió en aquellos dos consecutivas "primeras ascensiones" dio lugar a la controversia de cual había sido realmente la auténtica primera. 
Los Suizos ascendieron en medio de la niebla a la cima Este (la más baja en aquellos días), los Americanos sin embargo subieron a la Oeste, que era algo más elevada con lo que la estadística, siempre implacable, quiere negar a Bronimman y Marx su primera ascensión absoluta. 
Como colofón para cimentar su merecida fama de cumbre difícil, en 1953 fue ascendido por tercera vez por el prestigioso guía Alpino Lionel Terray, quien junto con el Holandés T.de Booy y el Suizo Raymond Jenny vencieron la cumbre siguiendo una ruta por el espolón Norte, conocida en la actualidad como espolón Terray. 
Años más tarde una expedición Alemana intenta la cumbre siguiendo la peligrosa arista N.E que con sus voladas cornisas no favorece el tránsito... una cordada relevante compuesta por Tony Mazenauer y Fritz Kasparek (este último conquistador de la cara Norte del Eiger) desaparece en esta arista y la expedición se tiene que retirar. 
Hoy existe bajo el collado de Palcay (el habitual campo base para la montaña) y sobre un visible bloque rocoso, una placa conmemorativa de aquel desgraciado suceso. 
El 23 de agosto de 1975 le toca el turno a la larga y accidentada cresta S.E de la mano de una expedición Australiano-Neozelandesa compuesta por Peter Jennings, Wayne Barton y Michael Andrews. Esta ascensión constituyó la novena a la cumbre.
Nota: Existe, a mi juicio, una controversia en cuanto a la paternidad de la primera ascensión de esta cresta S.E , ya que consta la actuación anterior de un potente grupo de Japoneses que consiguió el ascenso por esta ruta. Lamentablemente la única referencia encontrada sobre esta ascensión nipona data de una revista Iwa to Yuki, escrita, claro está, en Japonés, así que sin una traducción del texto no hay dato concreto.
La arista Oeste del Salcantay es una ruta que sigue virgen al cabo de los años dada la complejidad de su trazado y la lejanía de los puntos tradicionales de aproximación, lo que obliga a porteos suplementarios a base de tirar de mochila. 
Según el prestigioso Pireneista Louis Audoubert, que ascendió a la cima por la vertiente Norte en 1977, la arista Oeste es factible, pero sin duda será un buen problema para resolver a nivel Andino. 
Esta arista fue intentada en 1975 por un grupo de Andinistas Catalanes del club "Agrupació Científico Excursionista" de Mataró (Barcelona) que estaba compuesto por Manuel Punsola Mitjans, Miquel Sala Roy, Xavier Varela Pinart, Ramón Armengol Carbó, Antoni Sors Farré, Antoni Rosa Olivera, Miquel Nogueras Serret y Vicente Arís Julià. 
El 5 de agosto de 1975, tres componentes de esta expedición abordan la arista por un contrafuerte adicional de la vertiente Norte que previamente había sido reconocido. 
Escalan durante buena parte del día hasta llegar a un punto con dos posibilidades que se les antojan irrealizables. 
La lógica era abordar la cresta de hielo, cosa imposible dada la falta de medios materiales. 
La otra opción sería el flanqueo de las vertientes de la arista para ir a buscar el collado entre las dos cimas del Salcantay. 
En un punto determinado de este gran flanqueo, que calculan, llevará todo un día, deciden abandonar por la gran cantidad de aludes que se desprenden de la cresta y que evidentemente son un peligro objetivo de primer orden. 
Los Andinistas Catalanes consideran que las dificultades hasta ese punto no han sido importantes y tampoco peligrosas, pero apartarse del itinerario evidente de la arista, que requeriría un mayor equipo humano y material, aumenta de forma notoria el riesgo. 
Viniendo desde Mollepata la primera visión que tendremos del Salcantay es sobre su apabullante cara sur una enorme muralla que cierra el fondo del valle con sus verticales seracs colgados sobre enormes espolones rocosos, esta pared no podía dejar de atraer la atención de aquellos que intentan complicarse la vida un poquito por pura satisfacción personal, así en 1970 un potente grupo de Alemanes del DAV de Múnich compuesto por Walter Welsh, J.Vogt, H.Koebrich, H.Haver y M.Olzowy realizaron un meritorio intento por el lado izquierdo de la pared saliendo bastante arriba sobre la arista que desciende la cumbre Oeste del Salcantay.
En 1986 un grupo Inglés dirigido por J.Lowe consiguió una nueva vía sobre esta vertiente atacando el basamento rocoso a la derecha del intento Alemán del 70. Ganada la zona de nieve continuaron en una ligera diagonal a la derecha hasta arribar a la cima Este de la montaña. 
A pesar de ser una montaña poco frecuentada, en 1978 recibió la visita de cinco expediciones en el breve plazo de dos meses. El 15 de junio de 1978 una potente expedición Eslovena de la Planinska Zveza, compuesta por Libor Anderle, Zoran Breslin, Marjan Brisar, Edi Torkar, Jure Zvan y Jure Ulcar, acompañados del médico Borut Pirc y Matjaz Derzaj como coordinador abrieron en una semana de exploración y escalada una inteligente ruta en la cara Este de la montaña: la ruta Eslovena que sin desmerecer en dificultad es la opción más factible para intentar alcanzar la cumbre con éxito.
La segunda ascensión a esta ruta fue realizada por los mexicanos Roberto Morales Puebla y José Manuel Casanova Becerra el 17 de junio de 1978 y la tercera, el 3 de julio de 1978 por Los Vascos de Donostia-San Sebastián, Íñígo y Jesús Mª Barandiarán Uralde, José Luis Conde Corral y Jesús Mª Rodríguez Pozo acompañados de Alberto Cabezón Ausín y José Antonio Fernández de Aranguiz, constituyendo esta la primera ascensión por parte de montañeros del estado Español.
Días más tarde, esta ruta fue seguida por una cordada de franceses y un grupo Vasco-Asturiano-Alemán los cuales combinaron la primera parte de la peligrosa arista N.E con la ruta Eslovena mucho más segura que aquella.
El Salcantay ha sido visitado por alpinistas de todo el globo: Franceses, Suizos, Norteamericanos, Neozelandeses, Polacos, Austríacos, Alemanes, Mexicanos, Eslovenos, Españoles (asturianos, vascos, andaluces, catalanes)... que han surcado sus siempre empinadas pendientes. Unos vivieron la luz de la recompensa de la cima... otras, una gran mayoría, tuvieron que retirarse cuando ya la ocasión de triunfo se escapaba entre las voladas cornisas. 
Referencia : Jesús Mª Rodríguez Pozo (San Sebastián - Guipúzcoa)
El 17 de junio de 2013 Nathan Heald, Thomas Ryan (de EE. UU.) y Luis Crispin (de Perú) llegaron a la cima a las 10:30 de la mañana después de 9 horas de escalada desde un campo avanzado a los 5500 msnm . Ese ascenso hace de Crispin el primer Peruano que ha llegado a la cumbre. En la cumbre el grupo apuntó las coordenadas S 13° 20.027’, W 72° 32.596’, y con la altura 6279 msnm El 31 de julio, 2013 la arista NE ha sido escalado por segunda vez y liderado por Nathan Heald y su equipo James Lissy(EE. UU.) y Edwin Espinoza Sotelo(Perú). Ese ascenso hace de Heald el primer escalador que ha llegado dos veces a la cumbre.
La ruta que nos lleva a Salkantay también se suele utilizar como ruta turística alternativa al camino inca; cuando este tramo se encuentra cerrado por temporada de lluvias y/o mantenimiento, hay que recalcar que este tramo también puede llevarnos a Machu Picchu.

## Historia del montañismo

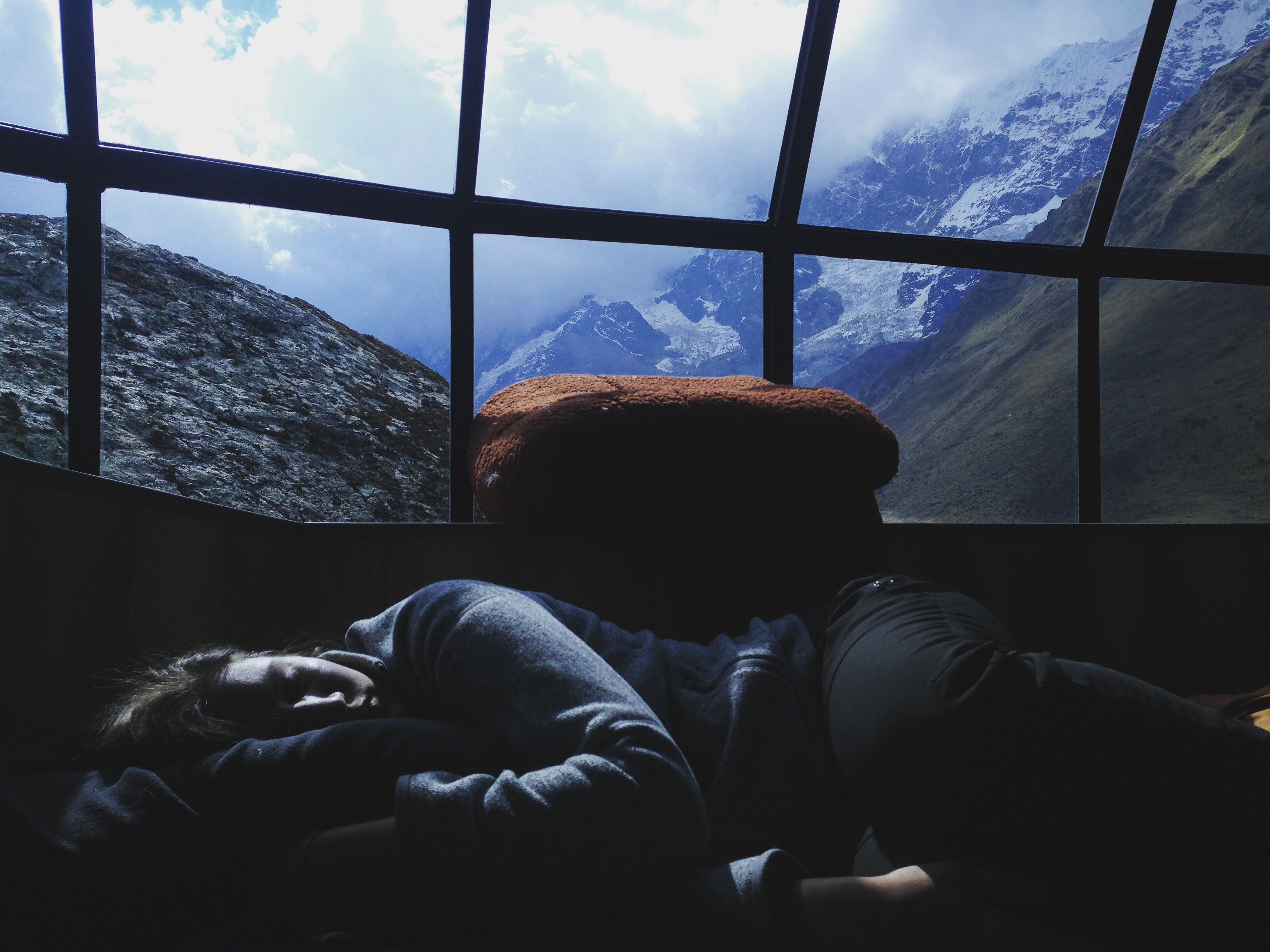
Una montañista duerme en un lugar de descanso en las cercanías del Salcantay.

Salcantay fue escalado por primera vez en 1952 por una expedición franco-estadounidense compuesta por Fred D. Ayres, David Michael, Jr., John C. Oberlin, WV Graham Matthews, Austen F. Riggs, George Irving Bell, Claude Kogan, M. Bernard Pierre, y Jean Guillemin. Todos excepto Oberlin, Riggs y Guillemin llegaron a la cumbre. Dos años más tarde, Fritz Kasparek cayó por una cornisa cerca de la cumbre en la cresta NE. 
El 17 de junio de 2013, Nathan Heald (EE. UU.), Thomas Ryan (EE. UU.) Y Luis Crispin (Perú) llegaron a la cumbre a las 10:30 a.m. después de nueve horas de escalar desde un campamento alto a 5.500 m. en la cresta NE. Esto hace que Crispin sea el primer escalador peruano en llegar a la cima de la montaña. El equipo tomó una lectura de 6.279 m, S 13 ° 20.027 ', W 72 ° 32.596', en un dispositivo GPS. El 31 de julio de 2013, un segundo equipo liderado por Nathan Heald (EE. UU.), Compuesto por James Lissy (EE. UU.) Y Edwin Espinoza Sotelo (Perú) realiza la cumbre por la cresta NE. Debido a la retirada de los glaciares, ahora se calcula que la ruta se clasifica como D en la escala adjetival francesa. Esto hace que Heald sea la única persona que ha cumbre la montaña dos veces.

### Cartografía
- Salcantay - Valle del Urubamba (Cordillera Vilcabamba) (mapa de cordales) 
- Nevado Salcantay (mapa de cordales) (section Bayerland del D.A.V) 
- Nevado Salcantay (mapa de cordales) (J.Mª.Rodríguez-Expedición Vasca 1978) 
- Andes de Vilcabamba (Manolo Puente)(Club Andino Bariloche) 
- Andes de Vilcabamba, cordales área Salcantay-Pumasillo (formato digital) (Jesús M. Rodríguez)
- Carta de la región Norte del cusco (Convención y Urubamba) (IGM) 
- Nevado Salcantay, mapa de cordales 1: 50.000 - Andinismo y Glaciología 13/76 
Algunas referencias filmográficas :
- Salcantay (Expedición Vasca 1976) (16 mm)
- Apu Salcantay (Expedición Vasca 1978 Salcantay, cara Este, ruta de los Eslovenos) (S8 mm) 
- Salcantay (Audiovisual expedición Vasca 1978) 

Algunas referencias bibliográficas :
- Anden 70-DAV Bayerland - Expedición Salcantay - (Memoria) 
- El Salcantay (Bernard Pierre)
- Expedición Vasca Salcantay 1978 - (proyecto) 
- " " " " - (informe)(3ª a la C.E y 1ª nacional a la cumbre) 
- Expedición Granada 81 (Bolivia y Perú)(Salcantay) (informe) 
- Trekking a las Cordilleras de Vilcabamba y Vilcanota 1980 (folleto presentación) 
- Atlante di alpinismo Italiano in il Mondo - (M.Fantin) 
- Backpaking and trekking in Peru & Bolivia (Hillary & George Bradt) 
- Los Andes, crónica mágica de Perú y Bolivia, 8.000 km a pie (J.L.Dicastillo) 
- I Toponimi quechua nelle Ande Peruviane (C.M.Arnao) (Club Alpino Italiano 1970) 
Referencias de hemeroteca :
- Observaciones turísticas del vuelo Lima-Cusco 
- Andinismo y Glaciología 9/47 
- Érase una vez Vilcabamba - Atlas 8/54 
- Nevado Salcantay, expedición Asturiana 1973 
- Torreceredo 6/288 
- Expedición Asturiana al Salcantay 1973 - Enol 17/10 
- Expedición Asturiana 1973 (informe) - Boletín FEM 20/3 
- " " " " - Anuario F.E.M 1973/142 
- Salcantay - Enol 32/22 
- Salcantay - 10 años ya - Torre Santa 2/2 
- Expedición Vasca Salcantay-78 - Pyrenaica 115/8 
- Informe Expedición Vasca 1978 - Anuario FEM 1978/172 
- El Salcantay del Perú, notas sobre la 1ª - Pyrenaica 2/53-58 
- Mataró al Salcantay - Vertex 48/482 
- Los problemas del Salcantay en el Cusco (Exp Mataró 74) 
- Andinismo y Glaciología 11/41 
- Referencias a la expedición Eslovena 1978 
- Andinismo y Glaciología 14/36 
- Salcantay 78 - expedición Vasca - Gure Mendiak 41/20 
- Sensacional victoria Vasca sobre el Salcantay 
- Andinismo y Glaciología 13/26 
- Mexicanos vencen el Salcantay - Andinismo y Glaciología 13/3 
- Spedizione Bergamasca al Salcantay - Cresta Este (en Italiano) 
- Lo Scarpone (CAI) 20/78-6 
- Guía de aproximación y escaladas en el área del Salcantay en Cusco 
- Andinismo y Glaciología 13/45 
- Salcantay, foto con la ruta inconclusa de la cara S.O (Pilar) 
- de Walter Welsch y otros (Múnich) 
- Andinismo y Glaciología 13/58 
- El Apu Salcantay , gigante del Cusco - Andinismo y Glaciología 11/45 
- Operación Andes de Perú 81 EDER-CEM - Centro Excursionista de Montaña 1/7 
- Informe expedición Astur-Vizcaina 1978 - Boletín FEM 84/8 y Anuario FEM 1978/187 
- Informe Expedición Salcantay 77 (Club Alpino Leonés) - Anuario FEM 1977/177 
- " " (Club Juveman de montaña) - Anuario FEM 1977/181 
- Salcantay, cara Sur S.O, foto con las rutas del intento Alemán y la vía Británica de 
- Lowe (1989 ?) - Andinismo y glaciología 15/58 
- Los Andes, orientación general - Sociedad Deportiva Excursionista 64/5-36 
- Los Andes de Perú - Sociedad Deportivo Excursionista 64/5-52 
- Estudio toponímico de los nombres geográficos en el Perú 
- Andinismo y Glaciología 10/64 
- Alturas de los pueblos de Cusco y Lima - Andinismo y Glaciología 10/7 
- Perú, recomendaciones útiles para las expediciones de alpinistas y excursionistas 
- Andinismo y Glaciología 13/64 
- Investigación geográfica en las cordilleras Peruanas - Andinismo y Glaciología 9/45 
- Toponimia de los Andes del Sur - Andinismo y Glaciología 9/185
- Datos: Q730030
- Multimedia: Salcantay / Q730030